# 百歌声爛
『百歌声爛』（ひゃっかせいらん）は、2007年9月19日からアニプレックス（ソニー・ミュージックエンタテインメント）より発売された一連のアルバムシリーズ。
本記事では、続編である『新・百歌声爛』についても記述する。

## 概要
声優がアニメソングをメドレー形式でカバーした企画CD。CD1枚につき、10人の声優が参加し、1人10曲ずつ計100曲が収録されている。雑誌声優グランプリとアニプレックスによる企画で、携帯サイト「アニプレックス★mobile」、「声グラモバイル」、「レコ直♪絶対！アニメ」でも展開された。
2009年4月11日には、日本青年館大ホールにてⅢの発売を記念したライブが行われた。2010年4月17日には、続編である『新・百歌声爛』の発売を記念して2回目のライブが開催された。その模様は、同年8月18日発売のDVD『百歌SAY!RUN!2010』に収録された。
本稿ではカバーした楽曲とその楽曲が使われていた作品名を記載。また、その声優が楽曲のアニメに出演していた場合、備考欄に記載する。

## 男性声優編
2007年9月19日発売。
1. 小西克幸 [6:30]
2. 森田成一 [7:02]
3. 羽多野渉 [6:00]
4. 柿原徹也 [6:01]
5. 宮田幸季 [6:13]
6. 真殿光昭 [7:01]
7. 阪口大助 [6:53]
8. 佐々木望 [7:17]
9. 石川英郎 [8:06]
10. 井上和彦 [6:39]

- 小西克幸 [6:30]

| 楽曲名                   | 作品名                      | 備考 |
| ------------------------ | --------------------------- | ---- |
| アパッチ野球軍           | 「アパッチ野球軍」OP        |      |
| 花の子ルンルン           | 「花の子ルンルン」OP        |      |
| 夢操作P.M.P.1            | 「プラレス3四郎」OP         |      |
| 疾風ザブングル           | 「戦闘メカ ザブングル」OP   |      |
| 空からこぼれたSTORY      | 「名探偵ホームズ」OP        |      |
| NEVER GIVE UP            | 「銀河漂流バイファム」ED    |      |
| スターダスト・ボーイズ   | 「宇宙船サジタリウス」OP    |      |
| ブルー・レイン           | 「機甲創世記モスピーダ」ED  |      |
| キャンディ♥キャンディ    | 「キャンディ♥キャンディ」OP |      |
| 今日もどこかでデビルマン | 「デビルマン」ED            |      |

- 森田成一 [7:02]

| 楽曲名                | 作品名                           | 備考  |
| --------------------- | -------------------------------- | ----- |
| 戦え! 仮面ライダーV3  | 「仮面ライダーV3」OP             | [ 1 ] |
| コンバトラーVのテーマ | 「超電磁ロボ コン・バトラーV」OP |       |
| 真赤なスカーフ        | 「宇宙戦艦ヤマト」ED             |       |
| バビル2世             | 「バビル2世」OP                  |       |
| 鋼鉄ジーグのうた      | 「鋼鉄ジーグ」OP                 |       |
| ドロロンえん魔くん    | 「ドロロンえん魔くん」OP         |       |
| 異次元ストーリー      | 「夢戦士ウイングマン」OP         |       |
| よろしくチューニング  | 「よろしくメカドック」OP         |       |
| 君は何かができる      | 「キャプテン」OP                 |       |
| 勇者ライディーン      | 「勇者ライディーン」OP1          |       |

- 羽多野渉 [6:00]

| 楽曲名                   | 作品名                              | 備考 |
| ------------------------ | ----------------------------------- | ---- |
| ズダダン! キン肉マン     | 「キン肉マン キン肉星王位争奪編」OP |      |
| GET WILD                 | 「シティーハンター」ED              |      |
| 夢を信じて               | 「ドラゴンクエスト」ED1             |      |
| 21世紀の恋人             | 「21エモン」ED1                     |      |
| STEP                     | 「魔神英雄伝ワタル」OP              |      |
| 君が好きだと叫びたい     | 「SLAM DUNK」OP1                    |      |
| 風の未来へ               | 「伝説の勇者ダ・ガーン」OP          |      |
| 僕達は天使だった         | 「ドラゴンボールZ」ED4              |      |
| 高速戦隊ターボレンジャー | 「高速戦隊ターボレンジャー」OP      |      |
| 仮面ライダーBLACK RX     | 「仮面ライダーBLACK RX」OP          |      |

- 柿原徹也 [6:01]

| 楽曲名           | 作品名                                            | 備考  |
| ---------------- | ------------------------------------------------- | ----- |
| 空色デイズ       | 「天元突破グレンラガン」OP                        | [ 2 ] |
| 1/3の純情な感情  | 「るろうに剣心 -明治剣客浪漫譚-」ED6              |       |
| ヒトリノ夜       | 「GTO」OP2                                        |       |
| READY STEADY GO  | 「鋼の錬金術師」OP2                               |       |
| CAT'S EYE        | 「キャッツ♥アイ」OP1                              |       |
| 走れ正直者       | 「ちびまる子ちゃん」ED2                           |       |
| 微笑みをあげたい | 「プリンセス・プリンセス」ED                      | [ 3 ] |
| ゆめいっぱい     | 「ちびまる子ちゃん」OP                            |       |
| ロマンス         | 「セクシーコマンドー外伝 すごいよ!!マサルさん」OP |       |
| 勇気100%         | 「忍たま乱太郎」OP                                |       |

- 宮田幸季 [6:13]

| 楽曲名                   | 作品名                       | 備考  |
| ------------------------ | ---------------------------- | ----- |
| 新オバケのQ太郎          | 「新オバケのQ太郎」OP        |       |
| ドロロンえん魔くん       | 「ドロロンえん魔くん」OP     |       |
| 今日もどこかでデビルマン | 「デビルマン」ED             |       |
| はじめてのチュウ         | 「キテレツ大百科」ED4        |       |
| SECRET WORLD             | 「tactics」OP                | [ 4 ] |
| 爆竜戦隊アバレンジャー   | 「爆竜戦隊アバレンジャー」OP |       |
| にんげんっていいな       | 「まんが日本昔ばなし」OP     |       |
| 大ちゃん数え唄           | 「いなかっぺ大将」OP         |       |
| 銀河鉄道999              | 「銀河鉄道999」OP            |       |
| きてよパーマン           | 「パーマン」OP               |       |

- 真殿光昭 [7:01]

| 楽曲名                   | 作品名                      | 備考 |
| ------------------------ | --------------------------- | ---- |
| たたかえ! キャシャーン   | 「新造人間キャシャーン」OP  |      |
| キューティーハニー       | 「キューティーハニー」OP    |      |
| 宇宙戦艦ヤマト           | 「宇宙戦艦ヤマト」OP        |      |
| 真赤なスカーフ           | 「宇宙戦艦ヤマト」ED        |      |
| 今日もどこかでデビルマン | 「デビルマン」ED            |      |
| 海のトリトン             | 「海のトリトン」OP1・ED2    |      |
| マジンガーZ              | 「マジンガーZ」OP           |      |
| 想い出がいっぱい         | 「みゆき」ED                |      |
| キャンディ♥キャンディ    | 「キャンディ♥キャンディ」OP |      |
| ラムのラブソング         | 「うる星やつら」OP          |      |

- 阪口大助 [6:53]

| 楽曲名                     | 作品名                              | 備考 |
| -------------------------- | ----------------------------------- | ---- |
| アマゾンライダーここにあり | 「仮面ライダーアマゾン」OP          |      |
| ペガサス幻想               | 「聖闘士星矢」OP                    |      |
| 鋼鉄ジーグのうた           | 「鋼鉄ジーグ」OP                    |      |
| ウルトラマンレオ           | 「ウルトラマンレオ」OP              |      |
| アイアンキング             | 「アイアンキング」OP                |      |
| 太陽戦隊サンバルカン       | 「太陽戦隊サンバルカン」OP          |      |
| 宇宙刑事ギャバン           | 「宇宙刑事ギャバン」OP              |      |
| 魔訶不思議アドベンチャー!  | 「ドラゴンボール」OP                |      |
| ズダダン! キン肉マン       | 「キン肉マン キン肉星王位争奪編」OP |      |
| さらば                     | 「あたしンち」OP                    |      |

- 佐々木望 [7:17]

| 楽曲名                      | 作品名                      | 備考 |
| --------------------------- | --------------------------- | ---- |
| たたかえ! キャシャーン      | 「新造人間キャシャーン」OP  |      |
| マジンガーZ                 | 「マジンガーZ」OP           |      |
| 海のトリトン                | 「海のトリトン」OP1・ED2    |      |
| 正義の使者だぜ ドテラマン   | 「ドテラマン」OP            |      |
| 戦え! 仮面ライダーV3        | 「仮面ライダーV3」OP        |      |
| 風よ光よ                    | 「快傑ライオン丸」OP        |      |
| 燃えてヒーロー              | 「キャプテン翼」OP          |      |
| 想い出がいっぱい            | 「みゆき」ED                |      |
| 空へ…                       | 「ロミオの青い空」OP        |      |
| メロスのように -LONELY WAY- | 「蒼き流星SPTレイズナー」OP |      |

- 石川英郎 [8:06]

| 楽曲名                  | 作品名                   | 備考  |
| ----------------------- | ------------------------ | ----- |
| ゲッターロボ!           | 「ゲッターロボ」OP       | [ 5 ] |
| ぼくらのバロム1         | 「超人バロム・1」OP      |       |
| 友情のバロムクロス      | 「超人バロム・1」ED      |       |
| ジャンボーグA           | 「ジャンボーグA」OP      |       |
| 勝利だ!アクマイザー3    | 「アクマイザー3」OP      |       |
| セタップ! 仮面ライダーX | 「仮面ライダーX」OP      |       |
| 戦え電人ザボーガー      | 「電人ザボーガー」OP     |       |
| 鉄人タイガーセブン      | 「鉄人タイガーセブン」OP |       |
| ロボット刑事            | 「ロボット刑事」OP       |       |
| 行け友よ、ライオン丸よ  | 「風雲ライオン丸」OP     |       |

- 井上和彦 [6:39]

| 楽曲名                      | 作品名                      | 備考  |
| --------------------------- | --------------------------- | ----- |
| 誰がために                  | 「サイボーグ009」OP         | [ 6 ] |
| メロスのように -LONELY WAY- | 「蒼き流星SPTレイズナー」OP | [ 7 ] |
| あしたのジョー              | 「あしたのジョー」OP        |       |
| 行け! タイガーマスク        | 「タイガーマスク」OP        |       |
| ゲッターロボ!               | 「ゲッターロボ」OP          |       |
| 銀河鉄道999                 | 「銀河鉄道999」OP           |       |
| 妖怪人間ベム                | 「妖怪人間ベム」OP          | [ 8 ] |
| タッチ                      | 「タッチ」OP                |       |
| ゲゲゲの鬼太郎              | 「ゲゲゲの鬼太郎」OP        |       |
| キューティーハニー          | 「キューティーハニー」OP    |       |

## 女性声優編
2007年10月3日発売。
1. 稲村優奈 [6:42]
2. 伊瀬茉莉也 [6:32]
3. 斎賀みつき [6:50]
4. 藤村歩 [6:07]
5. 加藤英美里 [5:57]
6. 松来未祐 [6:54]
7. 望月久代 [7:05]
8. 鹿野優以 [6:43]
9. 佐藤ゆうこ [6:24]
10. 榎本温子 [6:55]

| 楽曲名                | 作品名                      | 備考 |
| --------------------- | --------------------------- | ---- |
| SUPER LOVE            | 「こいこい7」OP             |      |
| もう一度ピーターパン  | 「ピーターパンの冒険」OP    |      |
| よあけのみち          | 「フランダースの犬」OP      |      |
| キャンディ♥キャンディ | 「キャンディ♥キャンディ」OP |      |
| となりのトトロ        | 「となりのトトロ」ED        |      |
| ムーミンのテーマ      | 「ムーミン」OP              |      |
| ノンタンといっしょ    | 「ノンタンといっしょ」OP    |      |
| ひみつのアッコちゃん  | 「ひみつのアッコちゃん」OP  |      |
| タッチ                | 「タッチ」OP                |      |
| ドラえもんのうた      | 「ドラえもん」OP            |      |

- 伊瀬茉莉也 [6:32]

| 楽曲名                 | 作品名                            | 備考 |
| ---------------------- | --------------------------------- | ---- |
| ラムのラブソング       | 「うる星やつら」OP                |      |
| 残酷な天使のテーゼ     | 「新世紀エヴァンゲリオン」OP      |      |
| 微笑みの爆弾           | 「幽☆遊☆白書」OP                  |      |
| やさしさに包まれたなら | 「魔女の宅急便」ED                |      |
| ウィーアー!            | 「ONE PIECE」OP1                  |      |
| 君をのせて             | 「天空の城ラピュタ」ED            |      |
| ムーンライト伝説       | 「美少女戦士セーラームーン」OP    |      |
| タッチ                 | 「タッチ」OP                      |      |
| アンパンマンのマーチ   | 「それいけ!アンパンマン」OP       |      |
| DANCE! おジャ魔女      | 「おジャ魔女どれみドッカ～ン!」OP |      |

- 斎賀みつき [6:50]

| 楽曲名                            | 作品名                     | 備考 |
| --------------------------------- | -------------------------- | ---- |
| TAKE ME HIGHER                    | 「ウルトラマンティガ」OP   |      |
| 銀河鉄道999-TheGALAXY EXPRESS 999 | 「銀河鉄道999」OP          |      |
| 宇宙戦艦ヤマト                    | 「宇宙戦艦ヤマト」OP       |      |
| 想い出がいっぱい                  | 「みゆき」ED               |      |
| 君をのせて                        | 「天空の城ラピュタ」ED     |      |
| やさしさに包まれたなら            | 「魔女の宅急便」ED         |      |
| 誰よりも遠くへ                    | 「トム・ソーヤーの冒険」OP |      |
| 勇者ライディーン                  | 「勇者ライディーン」       |      |
| 宇宙刑事ギャバン                  | 「宇宙刑事ギャバン」OP     |      |
| 太陽戦隊サンバルカン              | 「太陽戦隊サンバルカン」OP |      |

- 藤村歩 [6:07]

| 楽曲名                 | 作品名                         | 備考 |
| ---------------------- | ------------------------------ | ---- |
| おどるポンポコリン     | 「ちびまる子ちゃん」ED         |      |
| 檄!帝国華撃団          | 「サクラ大戦」OP               |      |
| タッチ                 | 「タッチ」OP                   |      |
| 君をのせて             | 「天空の城ラピュタ」ED         |      |
| ムーンライト伝説       | 「美少女戦士セーラームーン」OP |      |
| やさしさに包まれたなら | 「魔女の宅急便」ED             |      |
| ミラクル・ガール       | 「YAWARA!」OP                  |      |
| さらば                 | 「あたしンち」OP               |      |
| となりのトトロ         | 「となりのトトロ」ED           |      |
| CAT'S EYE              | 「キャッツ♥アイ」OP            |      |

- 加藤英美里 [5:57]

| 楽曲名                    | 作品名                             | 備考                                      |
| ------------------------- | ---------------------------------- | ----------------------------------------- |
| CHA-LA HEAD-CHA-LA        | 「ドラゴンボールZ」OP              |                                           |
| キミのアシタ              | 「ふしぎ星の☆ふたご姫 Gyu!」OP     |                                           |
| 希望のカケラ              | 「出ましたっ!パワパフガールズZ」OP | 赤堤ももこ/ハイパー・ブロッサム 役 - 主演 |
| ロマンティックあげるよ    | 「ドラゴンボール」ED               |                                           |
| 乙女のポリシー            | 「美少女戦士セーラームーンR」ED    |                                           |
| わぴこ元気予報!           | 「きんぎょ注意報!」OP              |                                           |
| 夢を信じて                | 「ドラゴンクエスト」ED             |                                           |
| リトル・ダーリン          | 「少年アシベ」OP                   |                                           |
| 残酷な天使のテーゼ        | 「新世紀エヴァンゲリオン」OP       |                                           |
| 魔訶不思議アドベンチャー! | 「ドラゴンボール」OP               |                                           |

- 松来未祐 [6:54]

| 楽曲名                 | 作品名                         | 備考 |
| ---------------------- | ------------------------------ | ---- |
| バナナの涙             | 「ハイスクール!奇面組」ED      |      |
| ラムのラブソング       | 「うる星やつら」OP             |      |
| デリケートに好きして   | 「魔法の天使クリィミーマミ」OP |      |
| 悲しみよこんにちは     | 「めぞん一刻」OP               |      |
| 君がいなければ         | 「タッチ」ED                   |      |
| EQUALロマンス          | 「らんま1/2」ED2               |      |
| 時の河を越えて         | 「ハイスクール!奇面組」OP      |      |
| ロマンティックあげるよ | 「ドラゴンボール」ED           |      |
| 青春                   |                                |      |
| 渚の『・・・・・』     | 「ハイスクール!奇面組」OP3     |      |

- 望月久代 [7:05]

| 楽曲名                               | 作品名 | 備考 |
| ------------------------------------ | ------ | ---- |
| 恋はくえすちょん                     |        |      |
| さんぽ                               |        |      |
| うしろゆびさされ組                   |        |      |
| 結婚しようね                         |        |      |
| ムーンライト伝説                     |        |      |
| ETERNAL WIND〜ほほえみは光る風の中〜 |        |      |
| 夢冒険                               |        |      |
| 世界が終るまでは…                    |        |      |
| ひとつのハートで                     |        |      |
| Good-bye Tears                       |        |      |

- 鹿野優以 [6:43]

| 楽曲名                  | 作品名 | 備考 |
| ----------------------- | ------ | ---- |
| ゆずれない願い          |        |      |
| ミラクル・ガール        |        |      |
| はいからさんが通る      |        |      |
| じゃじゃ馬にさせないで  |        |      |
| 銀河鉄道999             |        |      |
| 鉄人28号                |        |      |
| デリケートに好きして    |        |      |
| ふられ気分でRock'n Roll |        |      |
| 悲しみよこんにちは      |        |      |
| 檄!帝国華撃団           |        |      |

- 佐藤ゆうこ [6:24]

| 楽曲名              | 作品名 | 備考 |
| ------------------- | ------ | ---- |
| マザーランド        |        |      |
| 愛よ消えないで      |        |      |
| ペペロの冒険        |        |      |
| 深い森              |        |      |
| 悲しみよこんにちは  |        |      |
| 月光花              |        |      |
| 空へ･･･             |        |      |
| ドロロンえん魔くん  |        |      |
| ストップ!ひばりくん |        |      |
| よあけのみち        |        |      |

- 榎本温子 [6:55]

| 楽曲名               | 作品名 | 備考 |
| -------------------- | ------ | ---- |
| Love Wing            |        |      |
| 未来形アイドル       |        |      |
| オトメロディー       |        |      |
| 微笑みの爆弾         |        |      |
| my friends           |        |      |
| いとおしい人のために |        |      |
| 情熱                 |        |      |
| 雲のように風のように |        |      |
| 友よ                 |        |      |
| winners              |        |      |

## 男性声優編II
2008年1月23日発売。
1. 宮野真守 [6:45]
2. 置鮎龍太郎 [7:16]
3. 速水奨 [6:12]
4. 藤原啓治 [7:04]
5. 菅沼久義 [6:14]
6. 寺島拓篤 [6:50]
7. 平川大輔 [6:44]
8. 野島健児 [6:27]
9. 岡本寛志 [6:45]
10. 草尾毅 [6:14]

| 楽曲名               | 作品名                              | 備考 |
| -------------------- | ----------------------------------- | ---- |
| 桜キッス             | 「桜蘭高校ホスト部」OP              |      |
| 君が好きだと叫びたい | 「SLAM DUNK」OP1                    |      |
| 残酷な天使のテーゼ   | 「新世紀エヴァンゲリオン」OP        |      |
| the WORLD            | 「DEATH NOTE」OP1                   |      |
| 太陽がまた輝くとき   | 「幽☆遊☆白書」ED4                   |      |
| めざせ天下一         | 「ドラゴンボール」挿入歌            |      |
| gravity              | 「WOLF'S RAIN」ED                   |      |
| Wings of Words       | 「機動戦士ガンダムSEED DESTINY」OP4 |      |
| 宇宙刑事シャイダー   | 「宇宙刑事シャイダー」OP            |      |
| 仮面ライダーBLACK    | 「仮面ライダーBLACK」OP             |      |

- 置鮎龍太郎 [7:16]

| 楽曲名                     | 作品名                        | 備考 |
| -------------------------- | ----------------------------- | ---- |
| スター！スター！カゲスター | 「ザ・カゲスター」ED          |      |
| 立て！闘将ダイモス         | 「闘将ダイモス」OP            |      |
| 強さは愛だ                 | 「宇宙刑事シャリバン」ED      |      |
| 真赤なスカーフ             | 「宇宙戦艦ヤマト」ED          |      |
| やつらの足音のバラード     | 「はじめ人間ギャートルズ」ED  |      |
| I Wish                     | 「デジモンアドベンチャー」ED1 |      |
| future                     | 「テニスの王子様」OP1         |      |
| 大空のキャプター           | 「忍者キャプター」ED          |      |
| ウルトラマン80             | 「ウルトラマン80」OP1         |      |
| ライオン丸がやってくる     | 「快傑ライオン丸」ED          |      |

- 速水奨 [6:12]

| 楽曲名                   | 作品名                   | 備考 |
| ------------------------ | ------------------------ | ---- |
| 忍のテーマ               | 「カムイ外伝」ED         |      |
| アタックNO.1のテーマ     | 「アタックNo.1」OP       |      |
| キューティーハニー       | 「キューティーハニー」OP |      |
| マジンガーZ              | 「マジンガーZ」OP        |      |
| デビルマンのうた         | 「デビルマン」OP         |      |
| 今日もどこかでデビルマン | 「デビルマン」ED         |      |
| あしたのジョー           | 「あしたのジョー」OP     |      |
| サスケのうた             | 「サスケ」ED             |      |
| 海のトリトン             | 「海のトリトン」OP       |      |
| タイガーマスク           | 「タイガーマスク」OP     |      |

- 藤原啓治 [7:04]

| 楽曲名                   | 作品名                       | 備考 |
| ------------------------ | ---------------------------- | ---- |
| Winding Road             | 「天保異聞 妖奇士」ED1       |      |
| ミラーマンの歌           | 「ミラーマン」OP             |      |
| 真赤なスカーフ           | 「宇宙戦艦ヤマト」ED         |      |
| はじめてのチュウ         | 「キテレツ大百科」OP         |      |
| やつらの足音のバラード   | 「はじめ人間ギャートルズ」ED |      |
| 帰ってきたウルトラマン   | 「帰ってきたウルトラマン」OP |      |
| ゴーゴーキカイダー       | 「人造人間キカイダー」OP     |      |
| 今日もどこかでデビルマン | 「デビルマン」ED             |      |
| やさしさに包まれたなら   | 「魔女の宅急便」ED           |      |
| 想い出がいっぱい         | 「みゆき」ED                 |      |

- 菅沼久義 [6:14]

| 楽曲名                   | 作品名                   | 備考 |
| ------------------------ | ------------------------ | ---- |
| 魔訶不思議アドベンチャー | 「ドラゴンボール」OP1    |      |
| めざせポケモンマスター   | 「ポケットモンスター」OP |      |
| 微笑みの爆弾             | 「幽☆遊☆白書」OP         |      |
| ユカイツーカイ怪物くん   | 「怪物くん」OP           |      |
| 檄!帝国華撃団            | 「サクラ大戦」OP         |      |
| 想い出がいっぱい         | 「みゆき」ED             |      |
| 燃えてヒーロー           | 「キャプテン翼」OP       |      |
| ペガサス幻想             | 「聖闘士星矢」OP         |      |
| CAT'S EYE                | 「キャッツ♥アイ」OP      |      |
| 宇宙刑事ギャバン         | 「宇宙刑事ギャバン」OP   |      |

- 寺島拓篤 [6:50]

1. Get Wild
2. 荒野のヒース
3. IN MY DREAM
4. Ride on shooting star
5. キングゲイナー・オーバー!
6. マクロス
7. 燃えてヒーロー
8. LOVE A RIDDLE
9. 嵐の勇者(ヒーロー)
10. シークレットカクレンジャー

- 平川大輔 [6:44]

1. ガンバのうた
2. タイムボカン
3. やつらの足音のバラード
4. 魔訶不思議アドベンチャー!
5. 君をのせて
6. 想い出がいっぱい
7. 勇者ライディーン
8. 銀河鉄道999
9. ペガサス幻想
10. 風になれ

- 野島健児 [6:27]

1. 魔弾戦記リュウケンドー
2. とんちんかんちん一休さん
3. ワンワン三銃士
4. ミッドナイト・サブマリン
5. ガンモ・ドキッ!
6. 歓送の歌
7. 美しさは罪
8. 時代が泣いている
9. いろは詩
10. ひとりぼっちじゃない

- 岡本寛志 [6:45]

1. ルパン三世のテーマ
2. ヤッターマンの歌
3. スターダストボーイズ
4. 哀戦士
5. シビビーン・ラプソディ
6. You and I
7. 少年期
8. アンバランスなKissをして
9. STILL LOVE HER
10. CHA-LA-HEAD-CHA-LA

- 草尾毅 [6:14]

| 楽曲名                       | 作品名                                | 備考 |
| ---------------------------- | ------------------------------------- | ---- |
| 愛をとりもどせ!!             | 「北斗の拳」OP1                       |      |
| STILL TIME                   | 「幻想魔伝 最遊記」OP2                |      |
| グランプリの鷹               | 「アローエンブレム グランプリの鷹」OP |      |
| 君が好きだと叫びたい         | 「スラムダンク」OP1                   |      |
| オレンジ・ミステリー         | 「きまぐれオレンジ☆ロード」OP2        |      |
| 空手バカ一代                 | 「空手バカ一代」OP                    |      |
| プリキュア5、スマイル go go! | 「Yes!プリキュア5」OP                 |      |
| 背番号のないエース           | 「タッチ 背番号のないエース」主題歌   |      |
| 魔女っ子メグちゃん           | 「魔女っ子メグちゃん」OP              |      |
| 魔法戦隊マジレンジャー       | 「魔法戦隊マジレンジャー」OP          |      |

## 女性声優編II
2008年1月23日発売。
1. 井上麻里奈 [6:15]
  1. 空色デイズ
  2. 乙女のポリシー
  3. ホウキ雲
  4. Lucky & Happy
  5. ゆずれない願い
  6. そばかす
  7. 君が好きだと叫びたい
  8. 微笑みの爆弾
  9. 時には昔の話を
  10. あんなに一緒だったのに
2. 名塚佳織 [7:00]
  1. アタック!ギャグマンガ日和
  2. Catch You Catch Me
  3. Canvas
  4. タッチ
  5. さらば
  6. ルージュの伝言
  7. うれしい予感
  8. For フルーツバスケット
  9. ラムのラブソング
  10. 空へ・・・
3. 喜多村英梨 [6:47]
  1. 青空のナミダ
  2. 魂のルフラン
  3. 輪舞-revolution
  4. YOU GET TO BURNING
  5. Give a reason
  6. ゆずれない願い
  7. WILL
  8. 青のレクイエム
  9. Alone
  10. Pure Snow
4. 朴璐美 [7:49]
  1. 黒い涙
  2. 月の繭
  3. 愛の輪郭
  4. READY STEADY GO
  5. いつの日か
  6. 銀河鉄道999
  7. 哀戦士
  8. ダンバインとぶ
  9. 時には昔の話を
  10. キューティーハニー
5. 山口眞弓 [6:51]
  1. ゼンダマンの歌
  2. 銀河鉄道999-The GALAXY EXPRESS 999
  3. 夢色のスプーン
  4. 愛の光と影
  5. 花のささやき
  6. メリッサ
  7. ちょっと辛いあいつ
  8. ブルーウォーター
  9. うわさのキッス
  10. 女学生の決意
6. 中村千絵 [7:04]
  1. ハルモニア
  2. 悲しみをやさしさに
  3. Home Sweet Home
  4. おなじ星
  5. Crazy 4U
  6. パジャマのままで
  7. 夏のミラージュ
  8. アタックNo.1のテーマ
  9. 薔薇は美しく散る
  10. BEYOND THE TIME
7. 葉月絵理乃 [7:00]
  1. Bon Voyage!
  2. 4月の雪
  3. Forフルーツバスケット
  4. Romantic Connection
  5. セレナーデ
  6. Morning Grace
  7. LOVEさりげなく
  8. 約束だよ
  9. 冬のないカレンダー
  10. 銀河の少年
8. 金田朋子 [6:27]
  1. ワイワイワールド
  2. アクビ娘
  3. はじめてのチュウ
  4. にんげんっていいな
  5. ユカイツーカイ怪物くん
  6. 天才バカボン
  7. まっててごらん
  8. うしろゆびさされ組
  9. ガッチャマンの歌
  10. コンバトラーVのテーマ
9. 広橋涼 [6:38]
  1. BLUE FLOW
  2. ときめきトゥナイト
  3. パタリロ!
  4. ロ・ロ・ロ・ロシアンルーレット
  5. 炎のたからもの
  6. 見知らぬ国のトリッパー
  7. 水の星へ愛をこめて
  8. 風の谷のナウシカ
  9. 変らないもの
  10. 薔薇は美しく散る
10. 山本麻里安 [5:33]
  1. 笑顔に会いたい
  2. Winter Bells
  3. デイドリームジェネレーション
  4. リトルプリンセス
  5. セーラースターソング
  6. 瞳のなかの未来
  7. 太陽を追いかけて
  8. Moon Revenge
  9. 2人
  10. マイ フレンド

## 男性声優編III
2009年3月18日発売。
1. 近藤隆 [7:16]
  1. TOUGH BOY
  2. SARA
  3. ルネッサンス情熱
  4. ミッドナイト・サブマリン
  5. 黄金戦士ゴールドライタン
  6. アステロイド・ブルース
  7. 火の鳥
  8. ダイアの花
  9. SILENT SURVIVOR
  10. 夢光年
2. 石井真 [7:07]
  1. ニルスのふしぎな旅
  2. 失われた伝説を求めて
  3. コブラ
  4. 恋の呪文はスキトキメキトキス
  5. カムヒア!ダイターン3
  6. Separation
  7. ブルーウォーター
  8. 誰がために
  9. 緑の陽だまり
  10. パーマンはそこにいる
3. 大川透 [7:32]
  1. マッハGOGOGO
  2. タイガーマスク
  3. サイボーグ009
  4. あしたのジョー
  5. CRY NO MORE
  6. 仮面ライダーのうた
  7. 悟空が好き好き
  8. ルパン三世主題歌II
  9. 消せない罪
  10. ガッチャマンの歌
4. 梶裕貴 [6:35]
  1. めざせポケモンマスター
  2. WILL
  3. Wild Flowers
  4. おはよう。
  5. dis-
  6. W-Infinity
  7. brave heart
  8. FRIENDS
  9. 変わらないもの
  10. ガーネット
5. 鈴木千尋 [5:56]
  1. シングルベッド
  2. 太陽がまた輝くとき
  3. アンバランスなKissをして
  4. SEVENTH MOON
  5. SHINING SOUL
  6. 夢を信じて
  7. 残酷な天使のテーゼ
  8. RAJAH
  9. 君をのせて
  10. はじめてのチュウ
6. 小山剛志 [6:19]
  1. バビル2世
  2. 疾風ザブングル
  3. 若き旅人
  4. ターンAターン
  5. 夢想歌
  6. ルパン三世のテーマ
  7. 創聖のアクエリオン
  8. 残酷な天使のテーゼ
  9. 愛をとりもどせ!!
  10. もののけ姫
7. 鳥海浩輔 [7:53]
  1. 風よ光よ
  2. 宇宙刑事シャリバン
  3. テッカマンの歌
  4. ダルタニアスの歌
  5. ボルテスVのうた
  6. 王者・侍ジャイアンツ
  7. タイガーマスク二世
  8. 疾風ザブングル
  9. 地獄のズバット
  10. 行け!ザンボット3
8. 浪川大輔 [8:01]
  1. 燃えてヒーロー
  2. IT'S
  3. キン肉マンGo Fight!
  4. 夢を信じて
  5. タッチ
  6. 炎神戦隊ゴーオンジャー
  7. 宇宙戦艦ヤマト
  8. ドラえもんのうた
  9. 崖の上のポニョ
  10. あしたのジョー
9. 岸尾だいすけ [7:00]
  1. FLASH BACK
  2. WINNERS FOREVER〜勝利者よ〜
  3. LONELY BABY
  4. 邪魔はさせない
  5. 夜をぶっ飛ばせ
  6. Tender
  7. TRANSFORMER 2010
  8. MIDNIGHT BLUE
  9. 愛の金字塔
  10. You are my Energy
10. 諏訪部順一 [7:42]
  1. 魔法使いサリー
  2. すきすきソング
  3. 魔法のマコちゃん
  4. ドンちゃんのうた
  5. 幸わせを呼ぶリミットちゃん
  6. キューティーハニー
  7. 魔女っ子メグちゃん
  8. 魔女っ子チックル
  9. 女の子って
  10. 魔法少女ララベル

## 女性声優編III
2009年3月18日発売。
1. 新谷良子 [7:14]
  1. 未来形アイドル
  2. ウルトラ・リラックス
  3. 1/3の純情な感情
  4. Give a reason
  5. そばかす
  6. 笑顔を忘れない
  7. Wake Up Angel〜ねがいましては∞なり〜
  8. 涙は知っている
  9. わぴこ元気予報!
  10. somewhere
2. 折笠富美子 [7:50]
  1. よあけのみち
  2. キャンディ キャンディ
  3. 魔女っ子メグちゃん
  4. 誰よりも遠くへ
  5. ロックリバーへ
  6. おはようスパンク
  7. まっててごらん
  8. お料理行進曲
  9. 悲しみよこんにちは
  10. 魂のルフラン
3. 阿澄佳奈 [7:35]
  1. 芽生えドライブ
  2. 天使のゆびきり
  3. LaLaLa～くちびるに願いをこめて
  4. じゃじゃ馬にさせないで
  5. だって、大好き!
  6. LOVE☆トロピカーナ
  7. おジャ魔女カーニバル!!
  8. ぶぶチャチャ仕方ない?
  9. ドリルでルンルン クルルンルン
  10. タキシード・ミラージュ
4. 長沢美樹 [7:38]
  1. 崖の上のポニョ
  2. ユカイツーカイ怪物くん
  3. 妖怪人間ベム
  4. 青春にかけろ!
  5. プリンセスナイン
  6. 君がいなければ
  7. 草原のマルコ
  8. 水の星へ愛をこめて
  9. 薔薇は美しく散る
  10. 炎のたからもの
5. 中村繪里子 [8:02]
  1. タッチ
  2. キューティーハニー
  3. 獣拳戦隊ゲキレンジャー
  4. 未来形アイドル
  5. ホームワークが終わらない
  6. ふたりのもじぴったん
  7. HEART OF SWORD
  8. 乙女のポリシー
  9. 若草の招待状
  10. 王蟲との交流
6. 浅川悠 [6:54]
  1. 君の思い描いた夢 集メル HEAVEN
  2. 夢・花火
  3. 風とRAINBOW
  4. Waiting for you
  5. 晴れ時計
  6. READY FOR THE TIME
  7. オペラファンタジア
  8. そして僕は...
  9. y'know
  10. 君さえいれば
7. 田中理恵 [7:46]
  1. グローイング・アップ
  2. YOU GET TO BURNING
  3. 輪舞-revolution
  4. ペガサス幻想
  5. 現夢
  6. 風の谷のナウシカ
  7. 君をのせて
  8. 空へ・・・
  9. ホームワークが終わらない
  10. でてこい とびきりZENKAIパワー!
8. 皆川純子 [7:48]
  1. いとおしい人のために
  2. 青春にかけろ!
  3. はいからさんが通る
  4. あしたがすき
  5. 若草のシャルロット
  6. ロックリバーへ
  7. 誰よりも遠くへ
  8. 青春
  9. ボルテスVの歌
  10. 愛の光と影
9. 佐藤利奈 [8:06]
  1. ムーミンのテーマ
  2. さんぽ
  3. Blue Velvet
  4. sailing day
  5. 君=花
  6. 真実の詩
  7. 空の名前
  8. 風の谷のナウシカ
  9. デリケートに好きして
  10. 星キラリ
10. 大原さやか [6:50]
  1. 1st Priority
  2. あなたと言う時間
  3. デリケートに好きして
  4. 夢色のスプーン
  5. 不思議色ハピネス
  6. 悲しみよこんにちは
  7. 夢光年
  8. ガーネット
  9. 夏待ち
  10. FIND THE WAY

## 男性声優編（新）
2010年4月14日発売。
1. 堀内賢雄 [7:48]
  1. 宇宙戦艦ヤマト
  2. THE GALAXY EXPRESS 999
  3. アニメじゃない 〜夢を忘れた古い地球人よ〜
  4. よろしくチューニング
  5. ブルーウォーター
  6. さらば碧き面影
  7. RISE
  8. あしたのジョー
  9. ゆけゆけ飛雄馬
  10. 旅立ちの序曲
2. 伊藤健太郎 [7:54]
  1. 忍豚レゲエ
  2. 夢を信じて
  3. ラブラブミンキーモモ
  4. さんぽ
  5. とんがり帽子のメモル
  6. 想い出がいっぱい
  7. 少年期
  8. 君は何かができる
  9. 夢を勝ちとろう
  10. ハム太郎とっとこうた
3. 関智一 [8:45]
  1. 燃える闘魂 -アントニオ猪木-
  2. 電光アクションマシンマン
  3. 行け! 行け! メガロマン
  4. 出撃! レッドタイガーの詩
  5. おれの兄弟電人ザボーガー
  6. おれとおまえはバイクロッサー
  7. UFO少年団
  8. 行け! 牛若小太郎
  9. ムサシ! BUGEI伝!
  10. 三郎のテーマ
4. 桐井大介 [5:49]
  1. Super Girl
  2. ミラクル・ガール
  3. 微笑みの爆弾
  4. TACTICS
  5. SOLDIER DREAM -聖闘士神話-
  6. ペガサス幻想
  7. SARA
  8. さらば碧き面影
  9. 世界が終るまでは…
  10. WE GOTTA POWER
5. 入野自由 [6:56]
  1. プリキュア5、フル・スロットル GO GO!
  2. 光
  3. 儚くも永久のカナシ
  4. Butter-Fly
  5. 空色デイズ
  6. 白夜 -True Light-
  7. Summer rain
  8. スピカ
  9. Shangri-La
  10. 地球防衛組応援歌
6. 白石稔 [6:15]
  1. 悪魔くん
  2. 夢のヒーロー
  3. LOVEサバイバー
  4. Angel Night -天使のいる場所-
  5. TAKE ME HIGHER
  6. DON'T LOOK BACK
  7. Winners
  8. セクシー・アドベンチャー
  9. NIGHT OF SUMMER SIDE
  10. SKIES OF LOVE
7. 日野聡 [6:27]
  1. JOINT
  2. ホタルノヒカリ
  3. I SAY YES
  4. Men of Destiny
  5. 愛よ消えないで
  6. 正調おそ松節
  7. 怒りの獣神
  8. 茜色が燃えるとき
  9. サムライハート
  10. BLUE DREAM -夢旅人-
8. 安元洋貴 [8:11]
  1. BERSERK -Forces-
  2. BACK ON MY FEET
  3. Resolution
  4. You-You-You
  5. Rocket
  6. 花のささやき
  7. ルパン三世・愛のテーマ
  8. 真赤なスカーフ
  9. TACTICS
  10. Rocket Dive
9. 代永翼 [5:19]
  1. ときめきの導火線
  2. アンバランスなKissをして
  3. Reckless fire
  4. STILL TIME
  5. ハートを磨くっきゃない
  6. 熱血!! 勇者ラムネス
  7. ignited -イグナイテッド-
  8. ドラマチック
  9. ボクらの冒険
  10. 月迷風影
10. 神奈延年 [6:08]
  1. 慟哭ノ雨
  2. 君=花
  3. 薔薇色の世界
  4. TELL ME WHY
  5. SEVENTH MOON
  6. 夢を信じて
  7. 君が好きだと叫びたい
  8. R★O★C★K★S
  9. ズダダン! キン肉マン
  10. 風の未来へ

## 女性声優編（新）
2010年5月5日発売。
1. 片岡あづさ [6:47]
  1. オトメロディー
  2. そばかす
  3. 天使のゆびきり
  4. 悲しみをやさしさに
  5. WILL
  6. 空へ…
  7. Tsubasa
  8. すいみん不足
  9. だって、大好き!
  10. Forフルーツバスケット
2. 佐久間紅美 [7:20]
  1. 美しい星
  2. うしろゆびさされ組
  3. LOVEさりげなく
  4. 見知らぬ国のトリッパー
  5. 愛の金字塔
  6. コンディション・グリーン -緊急発進-
  7. ETERNAL WIND -ほほえみは光る風の中-
  8. 愛・おぼえていますか
  9. TOUGH BOY
  10. 超電子バイオマン
3. 柚木涼香 [7:54]
  1. 花の子ルンルン
  2. 夢をかなえてドラえもん
  3. 青い空はポケットさ
  4. H@ppy Together!!!
  5. 恋は突然
  6. Lはラブリー
  7. トモシビ
  8. I, I, You&愛
  9. ETERNAL WIND -ほほえみは光る風の中-
  10. キミガタメ
4. 清水香里 [6:52]
  1. リトル・ダーリン
  2. おしゃれめさるな
  3. 煌めく瞬間に捕われて
  4. MOMENT
  5. ときめきの導火線
  6. はじめてのチュウ
  7. 素直でいたい
  8. GHOST SWEEPER
  9. Azurite
  10. 1st Priority
5. 近江知永 [7:43]
  1. トライアングラー
  2. 花のささやき
  3. 風のファンタジア
  4. 愛はカッコわるい
  5. スクランブル
  6. Step
  7. truth
  8. 電撃戦隊チェンジマン
  9. Precious Memories
  10. LOVEさりげなく
6. 菊地美香 [8:18]
  1. 特捜戦隊デカレンジャー
  2. nowhere
  3. 檄! 帝国華撃団
  4. 創聖のアクエリオン
  5. Dream☆Wing
  6. 君にメロロン
  7. デリケートに好きして
  8. 光と影を抱きしめたまま
  9. アムリタ
  10. トライアングラー
7. 牧野由依 [10:25]
  1. espacio
  2. ガーネット
  3. お料理行進曲
  4. プリンセス・ムーン
  5. 笑顔に会いたい
  6. My Star
  7. エール -あなたの夢が叶うまで-
  8. 氷の上に立つように
  9. Wind Climbing -風にあそばれて-
  10. 残酷な天使のテーゼ
8. 新名彩乃 [8:26]
  1. 願い事ひとつだけ
  2. CAT'S EYE
  3. “らしく”いきましょ
  4. YOU GET TO BURNING
  5. Pray
  6. Gamble Rumble
  7. 月と太陽
  8. Butterfly Kiss
  9. 明日もし君が壊れても
  10. FIND THE WAY
9. 伊藤かな恵 [7:01]
  1. こころのたまご
  2. Super Noisy Nova
  3. ハートのつばさ
  4. FRUITS CANDY
  5. おはよう。
  6. Successful Mission
  7. メリッサ
  8. ハートを磨くっきゃない
  9. ウィーアー!
  10. やさしさに包まれたなら
10. 下川みくに [7:18]
  1. ハレ晴レユカイ
  2. DAN DAN 心魅かれてく
  3. 1/3の純情な感情
  4. truth
  5. 消せない罪
  6. プラチナ
  7. 煌めく瞬間に捕われて
  8. 緋色の空
  9. Over Soul
  10. 残酷な天使のテーゼ

## 男性声優編II（新）
2012年2月8日発売。
1. 木村良平 [7:05]
  1. ドラえもんのうた（「ドラえもん」OP1）
  2. 葛飾ラプソディー（「こちら葛飾区亀有公園前派出所」OP3）
  3. サザエさん（「サザエさん」OP）
  4. 近道したい（「ぼのぼの」ED1）
  5. Wind Climbing〜風にあそばれて〜（「魔法陣グルグル」ED1）
  6. 創聖のアクエリオン（「創聖のアクエリオン」OP1）
  7. ドラマチック（「おおきく振りかぶって」OP1）
  8. 一斉の声（「夏目友人帳」OP）
  9. そばかす（「るろうに剣心 -明治剣客浪漫譚-」OP1）
  10. ムーンライト伝説（「美少女戦士セーラームーン」OP）
2. 井口祐一 [7:13]
  1. いつだって。（「放浪息子」OP）
  2. 愛がひとりぼっち（「タッチ」OP2）
  3. 微笑みの爆弾（「幽☆遊☆白書」OP）
  4. 地獄のズバット（「快傑ズバット」OP）
  5. YOU GET TO BURNING（「機動戦艦ナデシコ」OP）
  6. デリケートに好きして（「魔法の天使クリィミーマミ」OP）
  7. 仮面ライダークウガ!（「仮面ライダークウガ」OP）
  8. 本気戦隊ガチレンジャー（「みつどもえ」挿入歌）
  9. やさしさに包まれたなら（「魔女の宅急便」ED）
  10. 残酷な天使のテーゼ（「新世紀エヴァンゲリオン」OP）
3. 高坂篤志 [6:27]
  1. ロマンス（「セクシーコマンドー外伝 すごいよ!!マサルさん」OP）
  2. 君が好きだと叫びたい（「スラムダンク」OP1）
  3. Butter-Fly（「デジモンアドベンチャー」OP1）
  4. GHOST SWEEPER（「GS美神」OP）
  5. ルパン三世のテーマ'78（「ルパン三世(1977)」OP2）
  6. STILL LOVE HER(失われた風景)（「シティーハンター2」ED2）
  7. 夢の中へ（「彼氏彼女の事情」ED）
  8. 走れ正直者（「ちびまるこちゃん」ED2）
  9. 宇宙刑事ギャバン（「宇宙刑事ギャバン」OP）
  10. LOVE☆トロピカ～ナ（「ジャングルはいつもハレのちグゥ」OP）
4. 細谷佳正 [7:50]
  1. 宇宙戦艦ヤマト（「宇宙戦艦ヤマト」OP）
  2. マジンガーZ（「マジンガーZ」OP）
  3. 悪魔くん（「悪魔くん」OP）
  4. デビルマンのうた（「デビルマン」OP）
  5. おばけがイクゾ〜（「ゲゲゲの鬼太郎（第3シリーズ）」ED）
  6. ペガサス幻想（「聖闘士星矢」OP）
  7. 君をのせて（「天空の城ラピュタ」主題歌）
  8. STILL LOVE HER(失われた風景)（「シティーハンター2」ED2）
  9. WE GOTTA POWER（「ドラゴンボールZ」OP2）
  10. ∞ループ（「会長はメイド様!」ED2）
5. 前野智昭 [5:33]
  1. Butter-Fly（「デジモンアドベンチャー」OP1）
  2. STEP（「魔神英雄伝ワタル」OP）
  3. ドラゴンボール伝説（「ドラゴンボール 摩訶不思議大冒険」ED）
  4. HERO(キミがヒーロー)（「ドラゴンボールZ 激突!!100億パワーの戦士たち」ED）
  5. 僕達は天使だった（「ドラゴンボールZ」ED2）
  6. SARA（「シティーハンター2」OP2）
  7. Get Wild（「シティーハンター」ED）
  8. 君に触れるだけで（「るろうに剣心 -明治剣客浪漫譚-」OP3）
  9. アンバランスなKissをして（「幽☆遊☆白書」ED3）
  10. 口笛が聴こえる（「幽☆遊☆白書」キャラクターソング）
6. 松風雅也 [6:23]
  1. Cの微熱（「KAIKANフレーズ」OP3）
  2. Super Gir（「シティーハンター2」ED1）
  3. 異次元ストーリー（「夢戦士ウイングマン」OP）
  4. デビルマンのうた（「デビルマン」OP）
  5. 太陽戦隊サンバルカン（「太陽戦隊サンバルカン」OP）
  6. 燃えてヒーロー（「キャプテン翼」OP）
  7. ペガサス幻想（「聖闘士星矢」OP）
  8. CHA-LA HEAD-CHA-LA（「ドラゴンボールZ」OP1）
  9. 汚れつちまった悲しみに…（「魁!!男塾」OP）
  10. 気のせいかな（「電磁戦隊メガレンジャー」ED）
7. KENN [6:05]
  1. THE GALAXY EXPRESS 999（「銀河鉄道999(劇場版)」主題歌）
  2. Get Wild（「シティーハンター」ED）
  3. 魂のルフラン（「新世紀エヴァンゲリオン劇場版 シト新生」主題歌）
  4. HEART OF SWORD〜夜明け前〜（「るろうに剣心 -明治剣客浪漫譚-」ED3）
  5. ひとりじゃない（「ドラゴンボールGT」ED1）
  6. DAN DAN心魅かれてく（「ドラゴンボールGT」OP）
  7. 真夏の扉（「ヤマトタケル」OP1）
  8. ダンバイン　とぶ（「聖戦士ダンバイン」OP）
  9. CHA-LA HEAD-CHA-LA（「ドラゴンボールZ」OP1）
  10. 限界バトル（「遊☆戯☆王デュエルモンスターズGX」ED1）
8. 水島大宙 [6:40]
  1. 1/3の純情な感情（「るろうに剣心 -明治剣客浪漫譚-」ED6）
  2. 19時のニュース（「こどものおもちゃ」OP1）
  3. POSITVE（「らんま1/2 熱闘編」ED6）
  4. 君がいる場所（「世紀末オカルト学院」ED）
  5. Angel Night〜天使のいる場所〜（「シティーハンター2」OP1）
  6. 時の河（「横山光輝 三国志」OP1）
  7. 魂のルフラン（「新世紀エヴァンゲリオン劇場版 シト新生」主題歌）
  8. 恋愛ライダー（「しゅごキャラ!」ED2）
  9. 流星ボーイ（「イナズマイレブン」ED3）
  10. Winners（「新世紀GPXサイバーフォーミュラ」ED）
9. 杉山紀彰 [6:23]
  1. 宇宙の王者！ゴッドマーズ（「六神合体ゴッドマーズ」OP）
  2. ルパン三世のテーマ'78（「ルパン三世(1977)」OP2）
  3. Get Wild（「シティーハンター」ED）
  4. ブルーウォーター（「ふしぎの海のナディア」OP）
  5. MYSTIC EYES（「天空のエスカフローネ」ED）
  6. アンバランスなKissをして（「幽☆遊☆白書」ED3）
  7. STILL LOVE HER(失われた風景)（「シティーハンター2」ED2）
  8. ヒトリノ夜（「GTO」OP2）
  9. 遥か彼方（「NARUTO -ナルト-」OP2）
  10. 氷河戦士ガイスラッガー（「氷河戦士ガイスラッガー」OP）
10. 森久保祥太郎 [7:44]
  1. CAT'S EYE（「CAT'S EYE キャッツ・アイ」OP1）
  2. うしろゆびさされ組（「ハイスクール!奇面組」OP1）
  3. 燃えてヒーロー（「キャプテン翼」OP）
  4. 想い出がいっぱい（「みゆき」ED1）
  5. 立て！闘将ダイモス（「闘将ダイモス」OP）
  6. ラムのラブソング（「うる星やつら」OP1）
  7. ひみつのアッコちゃん（「ひみつのアッコちゃん」OP）
  8. はじめてのチュウ（「キテレツ大百科」OP4/ED6）
  9. あしたのジョー（「あしたのジョー」OP）
  10. タリラリランのコニャニャチワ（「元祖天才バカボン」OP）

## 女性声優編II（新）
2012年2月8日発売。
1. 巽悠衣子 [6:13]
  1. いつも何度でも（「千と千尋の神隠し」主題歌）
  2. 素敵な君（「あずきちゃん」OP）
  3. 乙女のポリシー（「美少女戦士セーラームーンR」ED）
  4. Get Over（「ヒカルの碁」OP1）
  5. 謎（「名探偵コナン」OP3）
  6. Northern lights（「シャーマンキング」OP2）
  7. Give a reason（「スレイヤーズNEXT」OP）
  8. そばかす（「るろうに剣心」OP1）
  9. 勇気100%（「忍たま乱太郎」OP）
  10. ウィーアー!（「ONE PIECE」OP1）
2. 植田佳奈 [7:43]
  1. 輪舞-revolution-（「少女革命ウテナ」OP）
  2. 御旗のもとに（「サクラ大戦３～巴里は燃えているか～」OP）
  3. 風の谷のナウシカ（「風の谷のナウシカ」シンボルテーマソング）
  4. LOVE SONG（「北斗の拳2」ED）
  5. 空からこぼれたStory（「名探偵ホームズ」OP）
  6. 恋するココロ（「かしまし～ガール･ミーツ･ガール～」OP）
  7. はじめてしましょ!（「りぜるまいん」OP）
  8. 教えてあげる（「せんせいのお時間」OP）
  9. YOU（「赤ちゃんと僕」ED1）
  10. 時の記憶（「ぼくの地球を守って」主題歌）
3. 桑谷夏子 [7:49]
  1. ワイワイワールド（「ドクタースランプアラレちゃん」OP）
  2. おどるポンポコリン（「ちびまるこちゃん」ED1）
  3. 笑顔に会いたい（「ママレードボーイ」OP）
  4. 素直になりたい（「クレヨンしんちゃん」ED2）
  5. POSITIVE（「らんま1/2 熱闘編」ED6）
  6. Happy Birthday（「名探偵コナン 時計仕掛けの摩天楼」主題歌）
  7. 雲のように風のように（「雲のように風のように」主題歌）
  8. ときめきの導火線（「ふしぎ遊戯」ED）
  9. グローイング・アップ（「私のあしながおじさん」OP）
  10. もう一度ピーターパン（「ピーターパンの冒険」OP）
4. 金元寿子 [7:34]
  1. CAT'S EYE（「CAT'S EYE キャッツ・アイ」OP1）
  2. 笑顔に会いたい（「ママレードボーイ」OP）
  3. ムーンライト伝説（「美少女戦士セーラームーン」OP）
  4. LOVE☆トロピカ～ナ（「ジャングルはいつもハレのちグゥ」OP）
  5. 素敵な君（「あずきちゃん」OP）
  6. BEFOR DAWN（「ONE PIECE」ED5）
  7. もう一度ピーターパン（「ピーターパンの冒険」OP）
  8. 走れ正直者（「ちびまるこちゃん」ED2）
  9. WILL（「封神演義」OP）
  10. 1/2（「るろうに剣心」OP2）
5. 大亀あすか [6:54]
  1. Love Destiny（「シスタープリンセス」OP）
  2. Sweet MASIC（「砂沙美☆魔法少女クラブ」OP）
  3. 禁じられた遊び（「ローゼンメイデン」OP）
  4. 作品No.2「春」イ長調‐ぼくらのウォーゲーム!‐（「デジモンアドベンチャー ぼくらのウォーゲーム!」ED）
  5. わぴこ元気予報（「きんぎょ注意報!」OP）
  6. 恋の呪文はスキトキメキトキス（「さすがの猿飛」OP）
  7. POPEE the クラウン（「ポピーザぱフォーマー」OP/ED）
  8. おジャ魔女でBAN2（「も～っと! おジャ魔女どれみ」OP）
  9. サクラサク（「ラブひな」OP）
  10. 勇者よいそげ!!（「DRAGON QUEST-ダイの大冒険-」OP）
6. 内田彩 [6:52]
  1. ロマンス（「セクシーコマンドー外伝 すごいよ!!マサルさん」OP）
  2. Butter-Fly（「デジモンアドベンチャー」OP1）
  3. 魔訶不思議アドベンチャー（「ドラゴンボール」OP）
  4. タキシード･ミラージュ（「美少女戦士セーラームーンS」ED）
  5. 微笑みの爆弾（「幽☆遊☆白書」OP）
  6. WILL（「封神演義」OP）
  7. 君が好きだと叫びたい（「SLAM DUNK」OP）
  8. 空にかける橋（「テイルズ オブ エターニア THE ANIMATION」OP）
  9. LOVE☆トロピカ～ナ（「ジャングルはいつもハレのちグゥ」OP）
  10. いとおしい人のために（「ふしぎ遊戯」OP）
7. 佐藤聡美 [6:40]
  1. Rolling star（「BLEACH」OP5）
  2. My Tomorrow（「デジモンテイマーズ」ED1）
  3. 恋しましょねばりましょ（「アキハバラ電脳組」挿入歌）
  4. DANCE!おジャ魔女（「おジャ魔女どれみドッカ～ン!」OP）
  5. ハッピー☆マテリアル（「魔法先生ネギま!」OP）
  6. プラチナ（「カードキャプターさくら」OP3）
  7. 時に愛は（「少女革命ウテナ～アドゥレセンス黙示録～」挿入歌）
  8. ひみつのアッコちゃん（「ひみつのアッコちゃん」OP）
  9. 君をのせて（「天空の城 ラピュタ」主題歌）
  10. 光と影を抱きしめたまま（「魔法騎士レイアース」OP3）
8. 豊口めぐみ [8:03]
  1. タッチ（「タッチ」OP）
  2. ワイワイワールド（「ドクタースランプアラレちゃん」OP）
  3. ラムのラブソング（「うる星やつら」OP1）
  4. ひみつのアッコちゃん（「ひみつのアッコちゃん」OP）
  5. 薔薇は美しく散る（「ベルサイユのばら」OP）
  6. 見知らぬ国のトリッパー（「魔法の妖精ペルシャ」OP）
  7. キャンディ・キャンディ（「キャンディ・キャンディ」OP）
  8. 魔女っ子メグちゃん（「魔女っ子メグちゃん」OP）
  9. キューティーハニー（「キューティーハニー」OP）
  10. CAT'S EYE（「CAT'S EYE キャッツ・アイ」OP1）
9. 後藤沙緒里 [6:34]
  1. じゃじゃ馬にさせないで（「らんま1/2」OP）
  2. ときめきの導火線（「ふしぎ遊戯」ED）
  3. 恋路ロマネスク（「俗･さよなら絶望先生」ED）
  4. チェッ!チェッ!チェッ!（「タッチ」OP3）
  5. テレポーテーション-恋の未確認-（「エスパー魔美」OP1）
  6. 四方八方肘鉄砲（「忍たま乱太郎」ED）
  7. 輪舞-revolution-（「少女革命ウテナ」OP）
  8. Touch and Go!!（「BLUE SEED」ED）
  9. でてこいとびきりZENKAIパワー!（「ドラゴンボールZ」ED1）
  10. ルージュになりたい（「赤ちゃんと僕」ED2）
10. 竹内順子 [5:43]
  1. ホタルノヒカリ（「NARUTO -ナルト- 疾風伝」OP5）
  2. おはよう。（「HUNTER×HUNTER（1999年版）」OP1）
  3. Shuffle（「遊☆戯☆王デュエルモンスターズ」OP2）
  4. brave heart（「デジモンアドベンチャー」挿入歌）
  5. 道標（「家庭教師ヒットマンREBORN!」ED）
  6. コイ♥クル（「おねがいマイメロディ ～くるくるシャッフル!～」OP）
  7. DANCE!おジャ魔女（「おジャ魔女どれみドッカ～ン!」OP）
  8. ブルーバード（「NARUTO -ナルト- 疾風伝」OP3）
  9. プリキュア5、フル・スロットル GO GO（「Yes!プリキュア5 Go Go!」OP）
  10. ど根性ガエル（「ど根性ガエル」OP）